# (100665) 1997 WT36
(100665) 1997 WT36 es un asteroide perteneciente al cinturón de asteroides descubierto el 29 de noviembre de 1997 por el equipo del Lincoln Near-Earth Asteroid Research desde el Laboratorio Lincoln, Socorro, Nuevo México, Estados Unidos.

## Designación y nombre
Designado provisionalmente como 1997 WT36.

## Características orbitales
1997 WT36 está situado a una distancia media del Sol de 2,595 ua, pudiendo alejarse hasta 3,240 ua y acercarse hasta 1,950 ua. Su excentricidad es 0,248 y la inclinación orbital 7,658 grados. Emplea 1527,03 días en completar una órbita alrededor del Sol.

## Características físicas
La magnitud absoluta de 1997 WT36 es 15,4. 